# Savonia de Sud
Savonia de Sud (finlandeză Etelä-Savon maakunta, suedeză Södra Savolax landskap) este una dintre cele 20 regiuni ale Finlandei. Capitala sa este orașul Mikkeli.

## Comune
Savonia de Sud are în componență 12 comune:
| - Enonkoski - Hirvensalmi - Juva - Kangasniemi - Mikkeli - Mäntyharju | - Pertunmaa - Pieksämäki - Puumala - Rantasalmi - Savonlinna - Sulkava |

1. ↑   (PDF) https://www.maanmittauslaitos.fi/sites/maanmittauslaitos.fi/files/attachments/2021/01/Vuoden_2021_pinta-alatilasto_kunnat_maakunnat.pdf Lipsește sau este vid: |title= (ajutor)